# 3C 288
3C 288 là một thiên hà radio nằm trong chòm sao Canes Venatici.